# Kap Monze
Kap Monze ist ein Kap an der pakistanischen Küste westlich von Karachi und ragt in das Arabische Meer hinein. Verwaltungstechnisch gehört das Kap zum Distrikt Karatschi in der Provinz Sindh. Das Kap ist unbewohnt, jedoch aufgrund seines sandigen Bodens ein beliebter Badort und besitzt aufgrund seiner exponierten Lage einen Leuchtturm.
Die Küste zwischen der Mündung des Hub und dem Gadani-Vorgebirge ist reich an Fossilien, die in jüngerer Zeit immer mehr zu Tage gefördert werden. 
Koordinaten: 24° 49′ 35″ N, 66° 39′ 52″ O